# Цзен Цзін
Цзен Цзін (*曾鯨, бл. 1568 —між 1547 та 1650) — китайський художник-портретист часів династії Мін.

## Життєпис
Народився у м. Путянь (провінція Фуцзянь). Замолоду виявив хист до малювання. Після навчання перебрався до Нанкіну, тут багато приймав замовлень. Разом з тим час від часу подорожував країною, відвідуючи міста Нінбо, Гуанчжоу, Ханчжоу, Учжень, Сунцзян. Уславився як портретист на всю імперію. У нього замовляли портрети представники знаті, заможні містяни, а також інші художники, зокрема Дун Цичан, Хуан Даочжоу, Ван Шимінь, Лу Цзянь. Помер у Нанкіні між 1647 та 1650 роком.

## Творчість

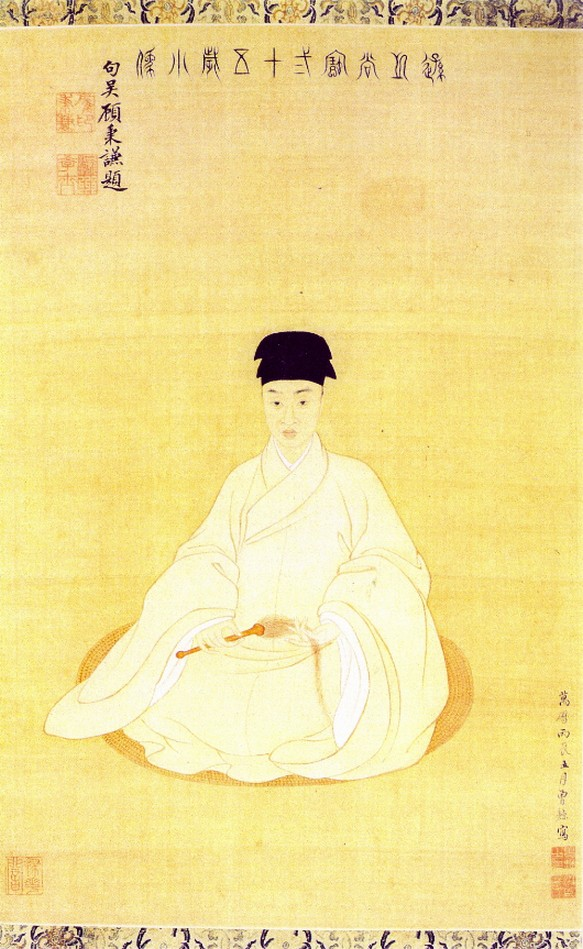
Портрет Ван Шиміня

Одним з перших поєднав у творах жанру жень-у досвід китайського живопису з європейською художньою манерою, яка стала відома в імперії Мін завдяки діяльності західних місіонерів, що показали 1579 році в Гуанчжоу гравюри картин італійських художників. Створений Цзеном у 1616 році вертикальний сувій «Ван Ши-мінь сяосян ту» (王時敏小像圖, шовк, туш, фарби 64 × 42,3 см) відобразив його молодшого сучасника Ван Ши-миня, відомого пейзажиста. Портрет показує використання традиційної площинної манери малювання у зображені фігури на білому фоні і європейського об'ємного («опукло-увігнутого») методу в зображенні очей і обличчя.
Запропонований Цзен Цзіном малювальний стиль, що свідчив про новизну завдяки дуже тонкому відбору та делікатному використанню в руслі китайській традиції можливостей західної техніки малюнка, знайшов визнання у сучасників майстра, а згодом отримав розвиток у цінський період — утворилася так звання «школа Бочень», найвідомішим представником якої був Сі Бінь.